# Forschungsstelle Osteuropa

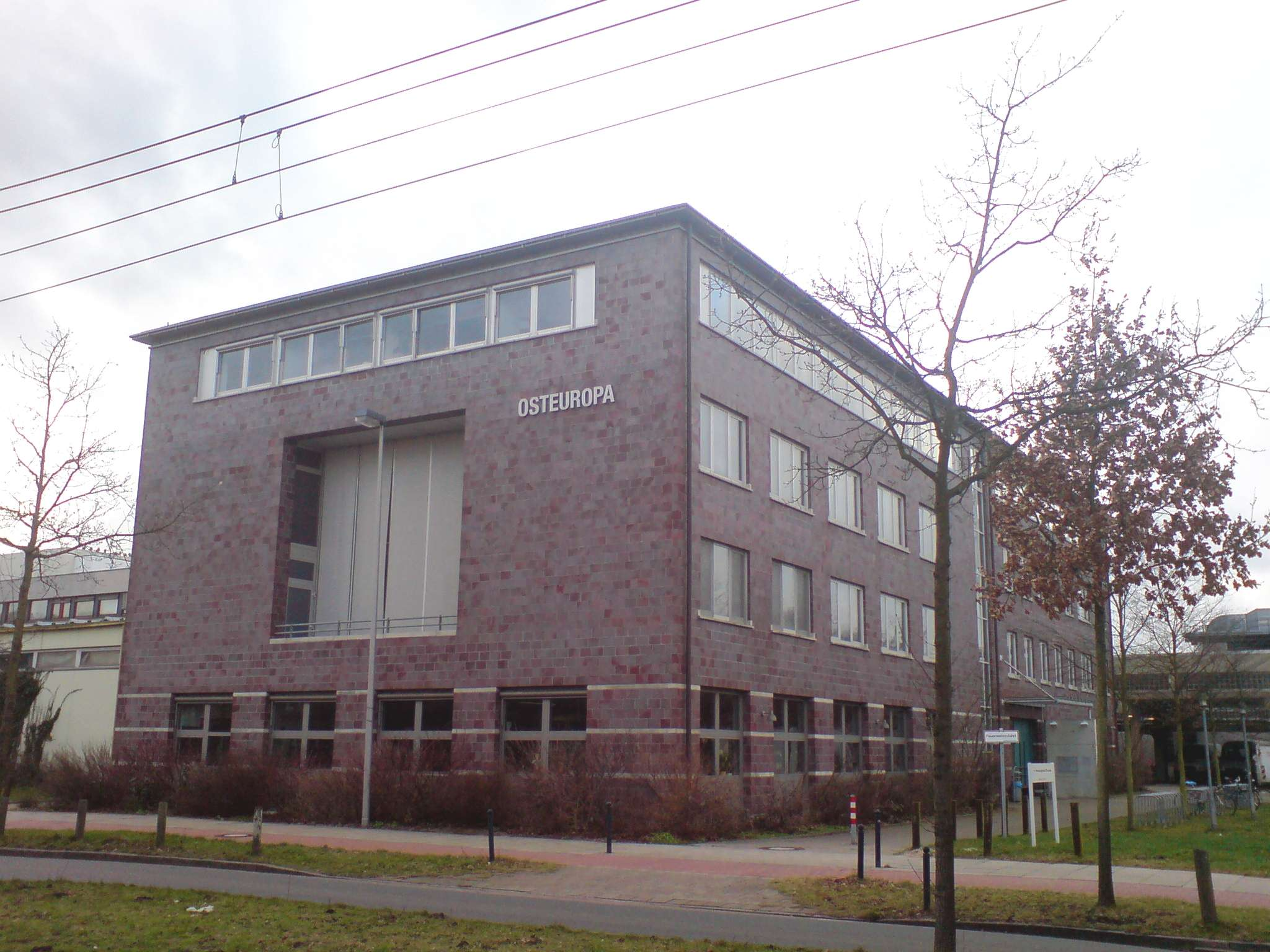
Das Osteuropagebäude der Universität Bremen, in dem sich die Forschungsstelle Osteuropa befindet

Die Forschungsstelle Osteuropa an der Universität Bremen widmet sich seit ihrer Gründung im Jahr 1982 durch Wolfgang Eichwede zeitgenössischen Entwicklungen in Kultur und Gesellschaft der Länder Ostmittel- und Osteuropas und entwickelte dabei ein eigenes Profil innerhalb der deutschen Forschungslandschaft.
Die Forschungsstelle wurde 1982 unter Wolfgang Eichwede als „sicherer Hafen“ für Dokumente des Samisdat (Untergrundliteratur) aus Osteuropa gegründet. Ihr Auftrag war und ist, Zeugnisse kritischen Denkens und sozialer Bewegungen in Osteuropa zu sammeln, ihre Analyse und Einordnung in die geschichtlichen, gesellschaftlichen und politischen Strukturen und Entwicklungen in Osteuropa vorzunehmen und entsprechende Forschungsergebnisse zu veröffentlichen.
Zu Zeiten des Ostblocks, der Zensur und der Repressionen funktionierte die Forschungsstelle Osteuropa als kulturelles Gedächtnis der Andersdenkenden und Oppositionellen in Osteuropa. Über die verschiedensten Kanäle und Wege erreichten Dokumente aus der Sowjetunion, Polen, der Tschechoslowakei, Ungarn und der DDR Bremen, wo es trotz des Eisernen Vorhangs gelang, eine Anlaufstelle für Dissidenten und ihr Schaffen zu etablieren. In den 1980er Jahren konzentrierte sich die Forschungstätigkeit daher auf die Manifestationen unabhängiger künstlerischer Tätigkeit und intellektueller Produktion des Untergrunds. Hinter den Fassaden der offiziellen Politik wurden diejenigen informellen Strömungen und oppositionellen Denkansätze aufgespürt, die Aufschluss über die Innenansichten dieser Gesellschaften geben konnten.
Die politischen und gesellschaftlichen Umbrüche in Osteuropa stellten für die Forschungsstelle einen tiefen Einschnitt dar. Die Sammlungstätigkeit des Archivs der Forschungsstelle begann nach dem Zusammenbruch des Ostblocks bzw. dem Zerfall der Sowjetunion ab 1989 zu blühen. Was vorher illegal oder halblegal nach Bremen geschmuggelt worden war, konnte nun ganz offiziell transportiert werden. In den 1990er Jahren wuchs das Archiv rasant, und auch heute bietet Bremen mit seiner gewachsenen Archivstruktur den richtigen Kontext für weiteres Material inoffiziellen Schaffens.
Die Forschungstätigkeit verlagerte sich nun zunehmend auf die Transformationsprozesse in Ost- und Ostmitteleuropa. Dabei konzentrierten sich die Historiker, Politologen und Literaturwissenschaftler an der Forschungsstelle Osteuropa weniger auf die ökonomischen Prozesse, wie sie typischerweise von der Transformationsforschung behandelt werden, sondern vorrangig auf die historischen Traditionen und kulturellen Kontinuitäten, die über 1989/1991 hinauswirken und den spezifischen Boden für die Umgestaltung in Politik, Wirtschaft, Gesellschaft und Kultur bereiten.
Im Zentrum der gegenwärtigen interdisziplinären Forschung stehen übergreifende Fragestellungen danach, inwieweit die staatssozialistische Vergangenheit und die sowjetische Hegemonialzeit gegenwärtige Entwicklungen beeinflussen und die Länder und Gesellschaften in Ost- und Ostmitteleuropa bis heute prägen. Dissens und Konsens, Herrschaft und Opposition werden unter den verschiedenen Bedingungen von autoritärer Herrschaft und Hegemonie einerseits und postsozialistischer Transformation andererseits untersucht.
Die Vereinsarbeit gliedert sich dabei in die vier Bereiche Archiv, wissenschaftliche Forschung, aktuelle Länderanalysen und Ausstellungen.
Für ihre Beiträge zur kulturellen Zusammenarbeit zwischen Deutschland und Polen wurde die Forschungsstelle 1999 mit dem renommierten Danziger Erich-Brost-Preis ausgezeichnet.

## Struktur
Die Forschungsstelle ist eine Stiftung bürgerlichen Rechts, getragen von der Freien Hansestadt Bremen, der Freien und Hansestadt Hamburg sowie vom Land Nordrhein-Westfalen. Nach anfänglicher Finanzierung aus Mitteln der VolkswagenStiftung wurde das Institut 1986/87 in die gemeinsame Länderfinanzierung der Kultusministerkonferenz übernommen. Als eine Einrichtung an der Universität Bremen ist die Forschungsstelle über die Person ihres Direktors, der zugleich Lehrstuhlinhaber an der Universität ist, sowie über inhaltliche Absprachen und Zusammenarbeit eng mit dieser verbunden. Die innere Struktur der Forschungsstelle gliedert sich in die Bereiche Forschung, Archiv und Bibliothek sowie Öffentlichkeitsarbeit in Form von Kultur- und Politikberatung.

## Forschung
Die Forschungstätigkeit der wissenschaftlichen Mitarbeiter gliedert sich in die zwei Arbeitsbereiche Geschichte und Kultur sowie Politik und Wirtschaft. Die Schwerpunktländer für beide Arbeitsbereiche sind die ehemalige Sowjetunion sowie die Länder Ostmitteleuropas, insbesondere Polen und Tschechien/Slowakei.

### Arbeitsbereich Geschichte und Kultur

#### Aktuelle Forschungsprojekte im Bereich Geschichte und Kultur
- Der eigene Standpunkt. Die persönliche Meinung der ZK-Mitglieder und ihr Einfluss auf die Innen- und Außenpolitik der Sowjetunion, 1964–1985.

- Arbeit als erstes Lebensbedürfnis? Eine Kulturgeschichte der Arbeit in der Sowjetunion, 1950–1991

- Dissidents in Transit. Politics, Culture and Transnational Ties of Soviet ‘non-Conformist’ Intellectuals

- Die visuelle Demontage einer Diktatur. Fotografie als widerständige Praxis im Werk des tschechischen Dissidenten Ivan Kyncl in den 1970er Jahren

- Kulturraum (Polit-)Lager: Lagerhaft und ihr Einfluss auf soziale Bewegungen und Untergrundkultur in der Sowjetunion der 1960er-1980er Jahre

- Polnische Untergrundpost und ihre Briefmarken in den 1980er Jahren der Volksrepublik Polen

- Die Zensur sowjetischer belletristischer Literatur in der DDR in den 1970er und 1980er Jahren in der DDR, dargestellt anhand der Genres Dorfprosa und Kriegsroman

- Zum Umgang mit neuer Musik in der DDR der sechziger Jahre

- Räume der Entstalinisierung. Die Lagerauflösung an der Kolyma, 1953 bis 1960

- Das sowjetische Fieber. Fußballfans im poststalinistischen Vielvölkerreich

- Kulturgeschichte der Außenpolitik (1815–1991)

- Brežnev – Eine Biographie[3]

#### Abgeschlossene Forschungsprojekte im Bereich Geschichte und Kultur
Auf der Basis ihres Archivs, das weit über 150 000 Samisdat-Dokumente im Original und mehr als 300 Nachlässe enthält, hat die Forschungsstelle in den Jahren 2000 bis 2004 eine große Ausstellungsreihe „Samizdat. Alternative Kultur in Zentral- und Osteuropa in den 1960er bis 1980er Jahren“ organisiert. In Berlin wurde die Ausstellung von dem Budapester Oberbürgermeister und ehemaligen Bürgerrechtler Gábor Demszky eröffnet, in Prag von Bundespräsident Johannes Rau und dem tschechischen Präsidenten Václav Havel, in Brüssel von EU-Kommissar Günter Verheugen und in Budapest von Bundesaußenminister Joschka Fischer. Die Ausstellungen fanden ein großes internationales Echo. Allein in Prag kamen über 75.000 Besucher.
Anschließend erstellte die Forschungsstelle ein weiteres Ausstellungsprojekt „Gegenansichten. Fotografien zur politischen und kulturellen Opposition in Osteuropa 1956–1989“, das als Wanderausstellung quer durch Europa konzipiert ist.
Neben Einzelforschungen zu Dissens und Gesellschaft in ganz Ost- und Ostmitteleuropa begann im Januar 2007 in Kooperation mit Instituten in Moskau, Warschau, Posen, Prag und Budapest ein Forschungsverbund zum Thema „Das andere Osteuropa – die 1960er bis 1980er Jahre. Dissens in Politik und Gesellschaft, Alternativen in der Kultur. Beiträge zu einer vergleichenden Zeitgeschichte“ seine Arbeit, der von der VolkswagenStiftung gefördert wird. Die Forschungsstelle wurde dadurch in Abstimmung mit anderen deutschen Universitäten und Partnern auch in den USA und Westeuropa zu einem wichtigen Zentrum der zeitgeschichtlichen Forschung zur Sowjetunion und Osteuropa. Die Laufzeit des Projektes endete im Juni 2009.
Für die einzigartigen Bestände des Bremer Archivs wird gegenwärtig eine Datenbank aufgebaut, die in ihrer Verbindung von mehr als fünf Sprachen einem Pilotprojekt gleichkommt. Überblicke über die Archivbestände erscheinen ab 2008 in einer eigenen Buchreihe.

##### Liste abgeschlossener Forschungsprojekte
Dissens und Samizdat
- Das andere Osteuropa – die 1960er bis 1980er Jahre. Dissens in Politik und Gesellschaft, Alternativen in der Kultur. Beiträge zu einer vergleichenden Zeitgeschichte (VW Forschungsverbund)
- Der Gulag im russischen Gedächtnis. Spurensuche in der Region Perm
- Fotoprojekt „Die Welt der Andersdenkenden“

Literaturwissenschaft
- Kanonbildung in der aktuellen tschechischen Kultur
- Paradigmenwechsel in der polnischen Prosa
- Popularkultur in Mittel- und Osteuropa

Beutekunst
- Arbeitsgruppe Sowjetische Kulturgüter[6]

### Arbeitsbereich Politik und Wirtschaft
Hier sind an erster Stelle umfangreiche Forschungsprojekte zu nennen, die in den zurückliegenden Jahren ihre Schwerpunkte in den Bereichen Wirtschaftskultur und Informelle Politik hatten. Untersuchungsthemen für Russland und das östliche Europa waren dabei das Steuerwesen, die Rolle von Vertrauen in Unternehmensbeziehungen, der politische Einfluss von Unternehmern und die Entwicklung von Corporate Governance, wobei die Mehrheit der Projekte durch Drittmittel ermöglicht wurde.
Weitere Forschungsgebiete der letzten Jahre waren (zum Teil auf vergleichender Ebene) die Entwicklung neuer Staatssymboliken in Russland und der Slowakei, Prozesse der Identitätsbildung und der Vergangenheitspolitik in Polen, der Tschechischen Republik und Russland. Hinzu kommen Einzelanalysen zu Ländern und Regionen.
Ein neuerer Schwerpunkt ist die Integration der neuen post-sozialistischen Mitgliedsländer in Entscheidungsprozesse auf der EU-Ebene. Der Schwerpunkt liegt dabei auf der Rolle von zivilgesellschaftlichen Interessengruppen. Innerhalb des 6. Forschungsrahmenprogramms der EU arbeitet das Institut hierzu als Teamleiter im Integrierten Projekt „New Modes of Governance“. In einem weiteren drittmittelgeförderten Forschungsprojekt wird untersucht, wie die polnischen, tschechischen und slowakischen Gewerkschaften mit der EU Governance zurechtkommen.
Seit 2000 organisiert die Forschungsstelle regelmäßig Nachwuchstagungen für junge Osteuropa-Experten, die derzeit von der Otto-Wolff-Stiftung unterstützt werden. Seit 2006 wird zusätzlich die Changing Europe Summer School durchgeführt, die von der VolkswagenStiftung gefördert wird. Ziel der Sommerakademie ist es, ausgewählte Doktoranden aus aller Welt in die Osteuropaforschung einzubinden. An der Sommerakademie sind unter Leitung der Forschungsstelle über 40 international renommierte Wissenschaftler in unterschiedlichen Funktionen beteiligt.

## Publikationen
Die Forschungsergebnisse des Instituts werden in zwei Buchreihen („Analysen zur Kultur und Gesellschaft im östlichen Europa“ beim LIT-Verlag sowie „Changing Europe“ beim Ibidem-Verlag) sowie als Einzelbände publiziert. Das Historische Archiv der Forschungsstelle besitzt eine eigene Buchreihe beim Ibidem-Verlag. Hinzu kommt die als Zeitschrift registrierte Reihe „Arbeitspapiere und Materialien der Forschungsstelle Osteuropa“ mit zehn Heften pro Jahr.

## Länderanalysen
Der Bereich Gegenwart publiziert darüber hinaus regelmäßige E-Mail Dienste, insbesondere Länderinformationsdienste in deutscher und englischer Sprache, die zusammen über 16.000 Abonnenten in Politik, Wirtschaft, Medien und interessierter Öffentlichkeit haben. Diese Länderanalysen bieten regelmäßig Einschätzungen zu aktuellen politischen, wirtschaftlichen, sozialen und kulturellen Entwicklungen in Ostmitteleuropa und der GUS. Autoren sind internationale Fachwissenschaftler und Experten. Die einzelnen Länderanalysen werden von der Forschungsstelle Osteuropa in Kooperation mit der der Deutschen Gesellschaft für Osteuropakunde jeweils mit unterschiedlichen Partnern und Sponsoren herausgegeben. Publiziert werden die Analysen unter anderem auch von der Bundeszentrale für politische Bildung.
Bereits seit 2003 erscheinen die Russlandanalysen, die seit 2006 mit dem Russian Analytical Digest eine englischsprachige Schwesterpublikation haben. Die Analyse russischer Entwicklungen wird seit 2005 ergänzt um kultura, die in einer deutschen und einer englischen Ausgabe aktuelle Entwicklungen der Kultursphäre Russlands behandelt.
2006 wurde das Länderspektrum um Ukraine-Analysen und Polen-Analysen erweitert. 2008 sind zusätzlich noch die Zentralasien-Analysen hinzugekommen, die sich mit aktuellen politischen und wirtschaftlichen Entwicklungen in Kasachstan, Turkmenistan, Usbekistan, Kirgisistan und Tadschikistan beschäftigen.
Außerdem erscheinen vierteljährlich verschiedene bibliographische Dienste, die jeweils einen Überblick über länderbezogene aktuelle englisch- und deutschsprachige wissenschaftliche Publikationen zu Politik, Außenpolitik, Wirtschaft, sozialen und ökologischen Themen geben.
Bibliographische Dienste gibt es seit 2002 zu Russland und der Ukraine, seit 2005 zu Polen, Tschechien und der Slowakei und ab 2008 zu den Ländern Zentralasiens und des Kaukasus (Armenien, Aserbaidschan, Georgien, Kasachstan, Kirgisistan, Tadschikistan, Turkmenistan, Usbekistan). Sie werden in Zusammenarbeit mit dem Koszalin Institute of Comparative European Studies (KICES) herausgegeben.

## Internationale Kooperationspartner
Zu den Kooperationspartnern in Russland gehören die internationale Gesellschaft Memorial in Moskau, die für die frühere Sowjetunion ähnliche Forschungsinteressen verfolgt wie die Forschungsstelle, sowie die Russische Staatliche Geisteswissenschaftliche Universität (RGGU) und die Wirtschaftshochschule Moskau, mit denen ein reger Austausch an Dozenten existiert.
Wichtige Ansprechpartner in Ostmitteleuropa sind das Institut für Zeitgeschichte und das Institut für Soziologie der tschechischen Akademie der Wissenschaften in Prag, das Archiv KARTA in Warschau, der Lehrstuhl für Polonistik und Komparatistik in Poznań und die Politikwissenschaftliche Fakultät der Comenius-Universität in Bratislava.
Die Forschungsstelle ist zudem mit Instituten in den USA (u. a. Hoover Institution, Harvard University und dem Zimmerli Art Museum, New Brunswick) und Westeuropa (ETH Zürich, Universität Amsterdam, Universität Cambridge) international vernetzt.

## Evaluierung
1998 wurde die Forschungsstelle durch den Wissenschaftsrat evaluiert. Unter anderem heißt es in der positiven Begutachtung durch die Kommission:

„Die Arbeiten der Forschungsstelle Osteuropa genießen in Deutschland wie im Ausland in Wissenschaft und Politik einen guten Ruf. Sie sind mit ihrer Schwerpunktsetzung auf kulturellen und politischen Aspekten der Transformationsprozesse in Rußland, Polen, der Tschechischen und der Slowakischen Republik ein wichtiger Bestandteil der Osteuropaforschung in Deutschland.
Das umfangreiche Samizdat-Archiv der Forschungsstelle ist in Europa einzigartig und umfasst eine große Zahl von Dokumenten, teils Unikaten, die häufig selbst in den untersuchten Ländern nicht mehr vorhanden oder zugänglich, aber für die Forschung von großer Bedeutung sind.
Die politische Beratungstätigkeit der Forschungsstelle ergänzt ihre Forschungsarbeit und erfreut sich der Wertschätzung ihrer Adressaten. Die kontinuierliche Beobachtung und zeitnahe Analyse aktueller Entwicklungen in den untersuchten Ländern wie auch die Pflege und Ergänzung des Archivs erfordern ein hohes Maß an Kontinuität und Flexibilität, wie sie nur in einer außeruniversitären Einrichtung zu gewährleisten ist.“